# 火星快車號
火星快車號（Mars Express）亦稱火星特快車，是歐洲太空總署的火星探測衛星，也是該署首次火星探測計畫。火星快車號包括兩個部份：火星快車號衛星與小獵犬2號登陸器，小獵犬2號登陸後因太陽能板未全部展開無法露出通訊天線，故歐洲太空總署無法和小獵犬2號建立通訊，登陆任務失敗，但快车号继续环绕火星轨道至今。因為火星快車號绕轨至今的資料極具科學價值，且任務內容極具有調整彈性，现在仍在为后续開始进行的火星探测任務提供帮助，例如天问一号。

## 科學儀器
火星快車號的科學儀器酬載總重為116公斤。
- 光學與紅外礦物光譜儀（法語：Observatoire pour la Minéralogie, l'Eau, les Glaces et l'Activité, OMEGA）：由法國負責，OMEGA可以解析度100 m/pixel判斷火星表面礦物成分[4][5]。

- 紫外與紅外大氣光譜儀（Ultraviolet and Infrared Atmospheric Spectrometer，SPICAM）：由法國負責。測定大氣成分[5]。

- 地表下探測雷達/高度儀（Sub-Surface Sounding Radar Altimeter，MARSIS）：由義大利負責。是雷達高度儀。用來決定地表下組成，尤其是水冰[5]。

- 行星傅立葉光譜儀（Planetary Fourier Spectrometer，PFS）：由義大利負責。觀測氣溫與氣壓（2005年9月暫停）[5][6]。

- 太空電漿與高能原子分析儀（Analyzer of Space Plasmas and Energetic Atoms，ASPERA）：由瑞典負責。觀測火星高層大氣與太陽風交互作用[5]。

- 高解析度立體相機（High Resolution Stereo Camera，HRSC）：由德國負責。對火星表面拍攝最高解析度2m/pixel的彩色影像[5]。

- Mars Express Lander Communications  (MELACOM)：由英國負責，做為火星快車號與火星表面登陸器聯絡用。可和火星探測漫遊者和鳳凰號火星探測器通訊。

- 火星電波科學實驗儀（Mars Radio Science Experiment，MaRS）：使用通訊次系統的電波訊號研究火星大氣、表面、地下、重力場以及在火星合（Solar conjunction）的時候觀測日冕密度。

- 一個觀察小獵犬二號脫離的攝影機。

### 科學儀器原始網站
- HRSC    FU Berlin[7]
- MARSIS  Uni Roma "La Sapienza"[8]
- PFS     IFSI/INAF[9]
- SPICAM
- OMEGA   Institut Astrophysique Spatial[10]
- MELACOM Qinetiq[11]
- MRSE     Uni Köln[12]
- ASPERA[13]

## 科學發現與重要事件
火星快車號已環繞火星超過五千次，並傳回大量資料與地表影像。

### 2000年代
- 2003年6月2日，火星快車號在拜科努爾發射。

- 2003年12月19日，釋放小獵犬2號，原定12月25日著陸，但登陸開始後ESA與小獵犬2號失聯。

- 2004年1月23日，ESA宣佈在OMEGA於同年1月18日的光譜資料中，發現火星南極冠有水冰。

- 2004年1月28日，Mars Express到達最終環繞科學軌道

- 2004年2月6日，ESA宣佈確認小獵犬2號失蹤。登陸任務失敗。

- 2004年3月17日，確定火星極冠有85%的乾冰和15%的水冰[14]。

- 2004年3月30日，宣佈在火星大氣層內發現甲烷。雖然甲烷含量相當少，這對於科學家是極大的鼓舞。因為甲烷從火星大氣層逃逸的速度很快，這代表至今仍有固定的來源向火星大氣層釋放甲烷。因為甲烷的來源可能是微生物，現已計劃判定資料可靠性和探測火星特定地區，希望能找到甲烷的固定來源[15]。

- 2004年4月28日，ESA宣佈MARSIS的天線延遲使用。

- 2004年7月15日，公布從PFS的資料中發現火星大氣層中含有氨。就像是先前從火星大氣層中發現的甲烷，氨在火星大氣層中逃逸速度相當快，必須要隨時補充。這指出生物或地質作用活動仍存在，但仍有待發現[16]。

- 2005年，ESA的科學家報告在OMEGA（光學與紅外礦物光譜儀，英語：Visible and Infrared Mineralogical Mapping Spectrometer, 法語：Observatoire pour la Minéralogie, l'Eau, les Glaces et l'Activité）的資料顯示在火星上存在水合硫酸鹽、矽酸鹽等多種造岩礦物。

- 2005年2月8日，ESA傳送「綠燈」訊號給延遲部署的MARSIS天線[17]。計畫在2005年5月初啟用。

- 2005年5月，第一個MARSIS的天線成功展開並部署完成[18]。一開始沒有任何問題，但之後發現其中一部份並未鎖定[19]。第二個天線的佈署將延後以進行進一步的問題分析。

- 2005年5月11日，利用太陽的熱能使MARSIS天線的元件膨脹，最後一部分成功鎖定[20]。

- 2005年6月14日，第二個天線部署完成；6月16日ESA公布已成功部署[21]。

- 2005年6月22日，ESA公布MARSIS已經可以進行操作，並且將在不久後取得資料。第三個天線在6月17日成功部署，並在6月19日成功完成通訊測試[22]。

- 2006年9月21日，Mars Express的高解析度立體相機（High Resolution Stereo Camera, HRSC）取得塞東尼亞區的資料，這是有名的「火星人臉」所在地。這區域因為1976年NASA的海盜1號拍攝的照片而聞名。Mars Express拍攝的照片解析度約13.7 m/pixel[23]。

- 2006年12月，在NASA JPL的火星全球探勘者號（Mars Global Surveyor, MGS）失聯後，Mars Express團隊被要求配合尋找的行動，但不成功。

- 2007年1月，首次和NASA/SPL的合作進行以支援NASA將在2008年5月登陸的鳳凰號。

- 2007年2月，一個原本只用於觀察登陸艇脫離的攝影機VMC已經重新啟用，第一個任務就是讓學生參與"Command Mars Express Spacecraft and take your own picture of Mars"。

- 2007年2月23日，因為Mars Express傳回大量重要的科學資料，ESA的Science Program Committee（SPC）決定將任務延伸到2009年5月[24]。

- 2007年6月28日，Mars Express的高解析度立體相機（High Resolution Stereo Camera, HRSC）在火星的艾奧利斯桌山群拍攝到了板塊運動的特徵[25]。

- 2008年，Mars Express團隊獲得亞瑟·克拉克爵士獎中的Best Corporate/Team Achievement。

- 2009年2月4日，ESA的Science Programme Committee將火星特快車的任務延伸到同年12月31日[26]。

- 2009年10月7日，ESA的Science Programme Committee確定將火星特快車的任務延伸至2012年12月31日[27]。

### 2010年代
- 2010年3月5日，飛越火衛一以測量其重力[28]。

- 2011年8月-2012年2月，火星快車因故暫停科學儀器運作[29]。

- 2012年2月16日，恢復所有的科學儀器運作。而且仍有足夠的燃料供運行長達 14 年之久。[30]

- 2013年，火星快車號製作了一張近乎完整的火星表面地形圖。[31]

- 2013年12月29日，火星快車執行了迄今為止最接近火衛一的飛越

- 2016年10月19日，協助斯基亞帕雷利EDM登陸器數據收集和傳輸。但該登陸器最終登陸失敗。

- 2018年7月，火星快車號發現火星上有一個冰下湖，位於南極冰蓋下方 1.5 公里處，寬約 20 公里，這是第一個已知火星上的穩定水體。[32][33][34][35]

- 2018年12月，火星快車傳回寬80公里的科羅廖夫撞擊坑的影像，顯示撞擊坑中有2200立方公里的水冰(相較之下青海湖的總水量為105立方公里。)[36]

- 2019年，ESA指出發現火星有全球性地下水系統存在的證據。[37]

### 2020年代
- 2020年9月，發現火星上還有三個冰下湖泊，均位於南極冰蓋下方 1.5 公里，而第一個發現的湖泊，寬度已經被修正為30公里寬，新發現的3個較小的湖泊環繞在它周圍，也都有幾公里寬。[38]

- 2021年11月，2021年5月中国国家航天局火星巡視器祝融號登陸火星，11月火星快車號開始為祝融號提供訊號傳輸中繼。[39]

## 外部連結
- ESA Mars Express project (official site)
- ESA Mars Express project (scientific site) （页面存档备份，存于）
- ESA Mars Express operations site （页面存档备份，存于）
- Mars Express Mission Profile by NASA's Solar System Exploration
- First Mars Express Science Conference presentations（at MarsToday.com）
- NASA Art Gallery of Mars Express （页面存档备份，存于）